# Wilgenkorstkogelzwam
Het wilgenkorstkogelzwam (Eutypa laevata) is een schimmel behorend tot de familie Diatrypaceae. Hij komt voor op rijke klei in loofbossen. Hij leeft saprotroof op dood wilgenhout (Salix).

## Verspreiding
In Nederland komt het wilgenkorstkogelzwam uiterst zeldzaam voor.